# Crocidura gmelini
Crocidura gmelini es una especie de musaraña (mamífero placentario de la familia de los sorícidos).

## Distribución geográfica
Se encuentra en Afganistán, China, Irán, Kazajistán, Mongolia, Pakistán, Turkmenistán, Uzbekistán y, posiblemente también, Israel, Kirguistán y Tayikistán.